# Ca la Siseta
Ca la Siseta és un edifici del municipi d'Hostalric (Selva) que forma part de l'Inventari del Patrimoni Arquitectònic de Catalunya.

## Descripció
És un edifici entre mitgeres situat al nucli urbà d'Hostalric, al carrer Major número 95, molt a prop del portal de Barcelona. L'estructura de la casa és de planta baixa i pis, amb el teulat a doble vessant, desaiguat a les façanes principal i posterior (que dona al Carrer Relliguer), que té, a la façana principal, el ràfec doble amb rajols de punta de diamant i una filera de rajols plans, i una canal formada a partir de teules que recullen l'aigua de la teulada que desaigua al carrer a través d'una canal que hi ha adossada a la façana. A la façana posterior també hi ha una canal que recull l'aigua.
A la façana principal, estucada (a la part inferior, per sota la finestra de la plana baixa), arrebossada i pintada de color groc, trobem, a la planta baixa, la porta d'accés a l'habitatge amb la llinda monolítica i els brancals formats a partir de carreus de pedra. Al costat dret de la porta, una finestra amb llinda monolítica i brancals de carreus de pedra, protegida per una reixa de ferro forjat. Al pis, dues finestres amb llinda monolítica i brancals de carreus de pedra. A la façana posterior, dues finestres en arc de llinda a la planta baixa, i un finestral al pis.

## Història
Durant la Guerra del Francès (1808-1814) Hostalric va tenir un important paper donant suport a l'entrada de queviures a la Girona assetjada i destorbant el pas de les tropes enemigues gràcies a la seva situació estratègica en una zona de pas. Per això, als francesos els convenia prendre la vila. El primer atac va arribar el 7 de novembre del 1809 i només trobaren resistència a la Torre dels Frares i a l'església on un grup de gent s'hi havia fet fort. Alguns habitants es van poder refugiar al castell, d'altres van haver de fugir, ja que els francesos van cremar el poble. Això explica que la majoria dels habitatges siguin posteriors.
Els carrers Ravalet, Raval, Major i la Plaça dels Bous són part del recorregut del Camí Ral. També es conserva una variant que segueix paral·lel a les muralles pel costat exterior i que fou utilitzat sobretot al segle xix. El Carrer Major s'estén des de la Plaça dels Bous fins al Portal de Barcelona. Durant l'època de la República el carrer s'anomenà Prat de la Riba. El setembre del 1939 tornà al seu nom original. Al llarg del carrer s'hi troben diverses cases pairals, construïdes sobretot a finals del segle xix i principis del xx.